# Jobst Christoph von Römer (Forstmeister)

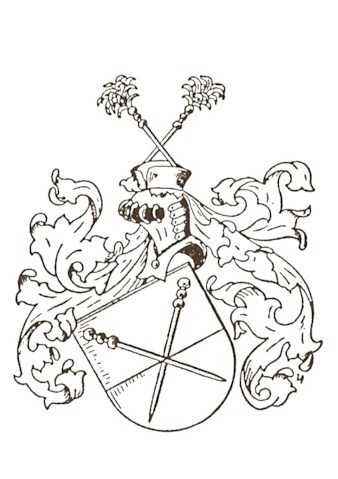
Wappen der Familie von Römer (Meißen)

Jobst Christoph von Römer (* um 1588; † 24. August 1660 in Dresden) war ein kursächsischer Oberforst- und Wildmeister im Erzgebirge sowie Oberaufseher der Zölle und Saale-Flößerei.

## Leben
Er entstammte einer alten meißnischen Familie, deren direkte Stammreihe mit dem Chemnitzer Ratsherren Paul Romer, im Jahr 1401 urkundlich erwähnt, begann und schon seit dem 15. Jahrhundert durch Martin Römer, Bergzehntner zu Schneeberg, mit dem sächsischen Bergbau verbunden war. Er war der Sohn des Gutsbesitzers Hans Christoph von Römer (um 1542–1588), Gutsherr auf Ober-Steinpleis, Marienthal, Weißenbrunn und Höchstädt, und dessen zweiter Ehefrau Maria von Metzsch (um 1588–nach 1610).
Römer war Gutsherr auf den Gütern Neumark (seit 1636), Rauenstein im Erzgebirge (seit 1651) und Rehefeld im Osterzgebirge. Unter dem Namen „der Erkühlende“ war er Mitglied in der „Fruchtbringenden Gesellschaft“. 
In erster Ehe heiratete Römer im Jahr 1620 Maria Martha Rositzky von Kinsky († 13. April 1654), die Tochter des Gutsbesitzers Friedrich Rositzky von Kinsky, Gutsherr auf Bödelwitz, Grädel und Bottenkräh, und der Martha von Hartitzsch (Haus Hartitzsch zu Weißenborn). Nach deren Tod heiratete er in zweiter Ehe am 8. Juli 1655 Elisabeth von Loß († nach 1660), die Tochter des kursächsischen Oberhofrichters Christian von Loß, Gutsherr auf Röhrsdorf und anderen Gütern, und der Catharina von Kannewurff.